# 長谷部太
長谷部 太（はせべ ふとし、Futoshi HASEBE、1960年〈昭和35年〉5月15日 - ）は、日本の獣医師、ウイルス学者。学位は獣医学修士（麻布大学大学院・1985年）、医学博士（長崎大学大学院・2002年）。長崎大学熱帯医学研究所 アジア・アフリカ感染症研究施設・ベトナム拠点 教授 。長崎大学ベトナムプロジェクト拠点長。

## 経歴
- 1983年 - 麻布大学獣医学部
- 1985年 - 麻布大学大学院 獣医学研究科修士課程修了（獣医師、獣医学修士）、武井動物病院臨床獣医
- 1986年 - ザンビア大学獣医学部 助手（ブルセラ症、リフトバレー熱疫学調査）
- 1990年 - 国立予防衛生研究所（現 国立感染症研究所） 協力研究員
- 1993年 - 長崎大学熱帯医学研究所 ウイルス学部門 助手
- 2002年 - 長崎大学熱帯医学研究所 ウイルス学部門 講師
- 2002年 - 長崎大学大学院 医学博士(乙)第1662号
- 2004年 - 世界保健機構西太平洋事務局（WPRO）疾病対策室
- 2007年 - 長崎大学 国際連携研究戦略本部 教授
- 2016年 - 長崎大学 国際連携研究戦略本部 教授、長崎大学ベトナムプロジェクト拠点長代理
- 2016年 - 長崎大学熱帯医学研究所 アジア・アフリカ感染症研究施設・ベトナム拠点 教授、長崎大学ベトナムプロジェクト拠点長

## 所属学会
- 日本ウイルス学会
- 日本国際保健医療学会
- 日本熱帯医学会